# Cancer stomacal
Cancerul stomacal  sau cancerul gastric este o afecțiune malignă, în care celulele neoplazice apar la nivelul mucoasei gastrice și apoi se extind dincolo de peretele gastric. Apare atunci când cancerul se dezvoltă în mucoasa stomacului. Simptomele precoce pot include: arsuri stomacale, durere în partea de sus a abdomenului, greață, disconfort abdominal sau indigestie, senzația de balonare imediat după masă și pierderea apetitului. Simptomele ulterioare pot include, printre altele: pierderea în greutate, piele îngălbenită, stare de vomă, dificultate la înghițire și sânge în scaun. Cancerul s-ar putea răspândi de la stomac către alte zone ale corpului, în special către ficat, plămâni, oase, mucoasa abdomenului și nodulii limfatici.

## Cauze și diagnostic
Cea mai comună cauză este infecția cu bacteria Helicobacter pylori ce este responsabilă pentru mai mult de 60% dintre cazuri. Anumite tipuri de H. pylori prezintă riscuri mai mari față de altele. Alte cauze uzuale sunt consumul de legume murate și fumatul.  Aproximativ 10% dintre cazuri se transmit în familie și între 1% și 3% dintre cazuri apar din cauza sindroamelor genetice moștenite de la părinții unei persoane, cum ar fi cancerul gastric difuz ereditar. Cele mai multe cazuri dintre cancerele stomacale sunt carcinoame gastrice. Acest tip poate fi divizat într-un număr mai mare de subtipuri. Limfoamele și tumorile mezenchimale ar putea, de asemenea, să se dezvole la nivelul stomacului. De cele mai multe ori, cancerul stomacal se dezvoltă în mai multe etape, în decurs de mai mulți ani. Diagnosticarea se face, de obicei, prin biopsie executată în timpul endoscopiei. Aceasta este urmată de imagistica medicală, pentru a stabili dacă boala s-a răspândit către alte părți ale corpului. Japonia și Coreea de Sud, două țări ce prezintă rate ridicate ale acestei boli, examinează pentru cancerul stomacal.

## Prevenire, tratament și prognoză
O dietă mediteraneeană reduce riscul apariției cancerului, la fel ca și încetarea fumatului. Există dovezi provizorii că tratarea bacteriei H. pylori reduce riscul în viitor. Dacă tratamentul se administrează din timp, multe dintre aceste cazuri pot fi vindecate. Tratamentele pot include combinații de: chirurgie, chimioterapie, terapie prin radiații și terapie țintită. Dacă este tratat târziu, se recomandă îngrijirea paliativă. Rezultatele sunt, de obicei, slabe cu orată de supraviețuire de 5 ani, mai mică de 10%, la nivel global. Acest lucru este în mare măsura din cauza faptului că cei mai mulți oameni bolnavi se prezintă cu boala deja în stare avansată. În Statele Unite ale Americii, rata de supraviețuire de 5 ani este de 28% în timp ce în Coreea de Sud este mai mare de 65%, parțial datorită eforturilor depuse pentru screening.

## Epidemiologie
La nivel mondial, cancerul stomacal se află pe locul cinci în topul cauzelor ce duc la cancer și pe locul trei în topul cauzelor ce duc la deces din cauza cancerului, însumând 7% dintre cazuri și 9% dintre decese. În 2012, a apărut la 950.000 de oameni și a cauzat 723.000 de decese. Înainte de anii 1930, în mare parte din lume, inclusiv în Statele Unite ale Americii și Regatul Unit, era cea mai comună cauză de deces rezultat din cancer. De atunci, ratele de deces s-au micșorat în multe părți ale lumii. Se crede că acest lucru a rezultat datorită mâncării mai puțin sărate sau murate, ca rezultat al dezvoltării refrigerării ca și metodă de a păstra mâncarea proaspătă. Cancerul stomacal apare cel mai des în estul Asiei și Europa de est și se întâlnește de două ori mai des la bărbați decât la femei.